# La Chapelle-d’Armentières
La Chapelle-d’Armentières (niederländisch Armentiers-Kapelle) ist eine französische Stadt mit 8782 Einwohnern (Stand 1. Januar 2022) im Département Nord in der Region Hauts-de-France. Sie gehört zum Gemeindeverband Métropole Européenne de Lille.

## Geografie
La Chapelle-d’Armentières ist eine Nachbarstadt von Armentières. Sie liegt an der Autobahn 25 nahe der belgischen Grenze im Pays de Weppes in der Flandre gallicante (gallisches Flandern), 15 Kilometer nördlich von Lille und 60 Kilometer südlich von Dünkirchen. Die Weiler La Choque und Wez-Macquart gehören zur Gemeinde.

## Geschichte
Bis zur Französischen Revolution (1789–1799) gehörte La Chapelle-d’Armentières zu Armentières. Dann wurde der Ort 1790 unter dem Namen Armentières-Paroisse abgetrennt und 1794 wiedereingegliedert, bevor sie 1820 unter ihrem heutigen Namen von Armentières endgültig abgelöst wurde. 1854 wurde der Ortsteil Bois-Grenier zu einer eigenständigen Gemeinde.
Im Ersten Weltkrieg (1914–1918) wurde La Chapelle-d’Armentières durch Stellungskrieg zerstört. Es dauerte bis in die 1960er Jahre, bis die Population sich wieder erholte.

### Bevölkerungsentwicklung
| Jahr                       | 1962 | 1968 | 1975 | 1982 | 1990 | 1999 | 2011 | 2020 |
| Einwohner                  | 4673 | 5300 | 6080 | 6703 | 7825 | 7903 | 8389 | 8656 |
| Quellen: Cassini und INSEE |      |      |      |      |      |      |      |      |

## Städtepartnerschaft
- Birchington (Vereinigtes Königreich), seit 1989[4]

## Sehenswürdigkeiten
- Kirche Saint-Vaast (Altar Monument historique)
- Kirche Imaculée-Conception (Unbefleckte Empfängnis) im Ortsteil Wez-Macquart
- mehrere Soldatenfriedhöfe des Commonwealth

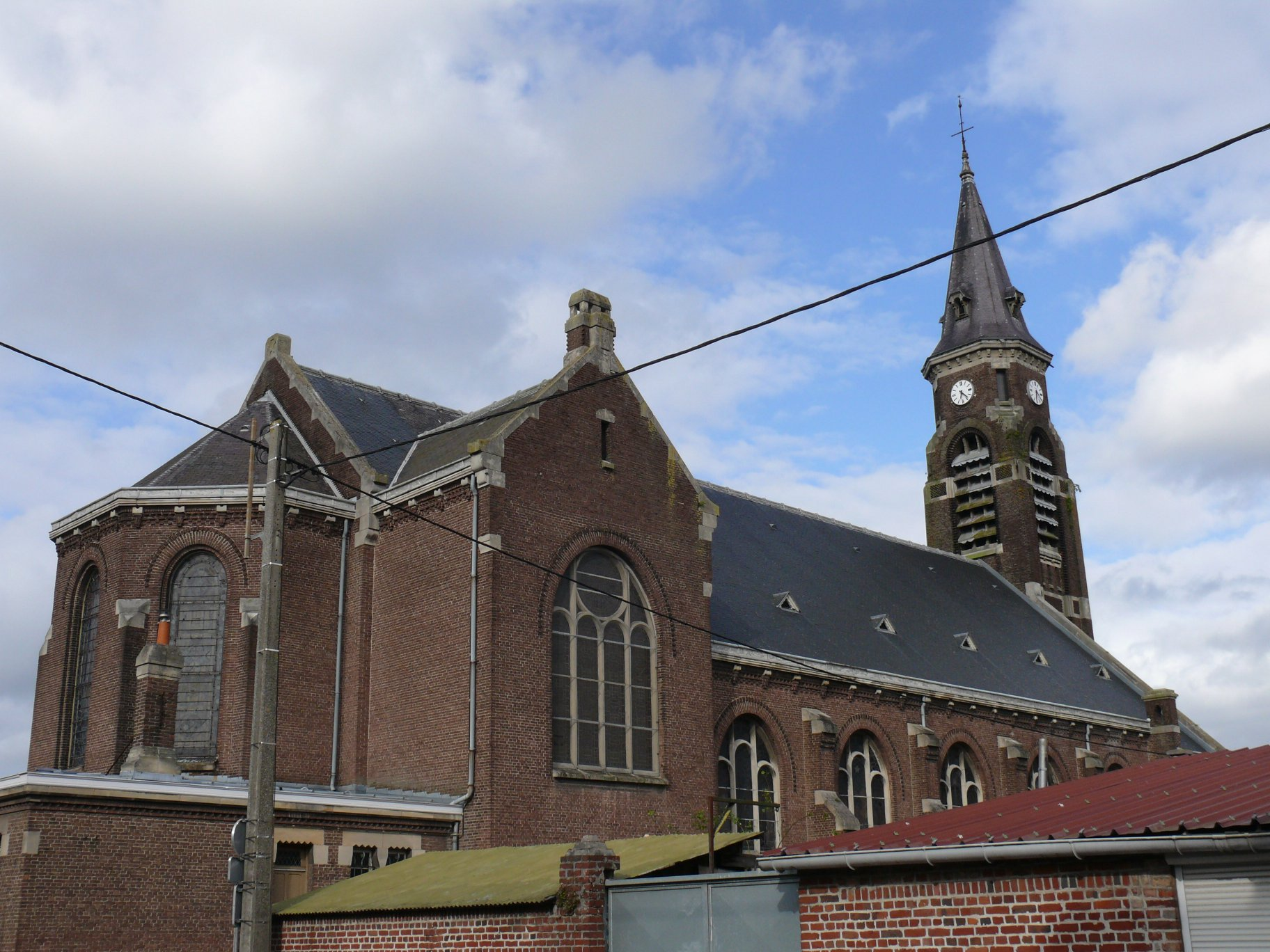
Kirche Saint-Vaast
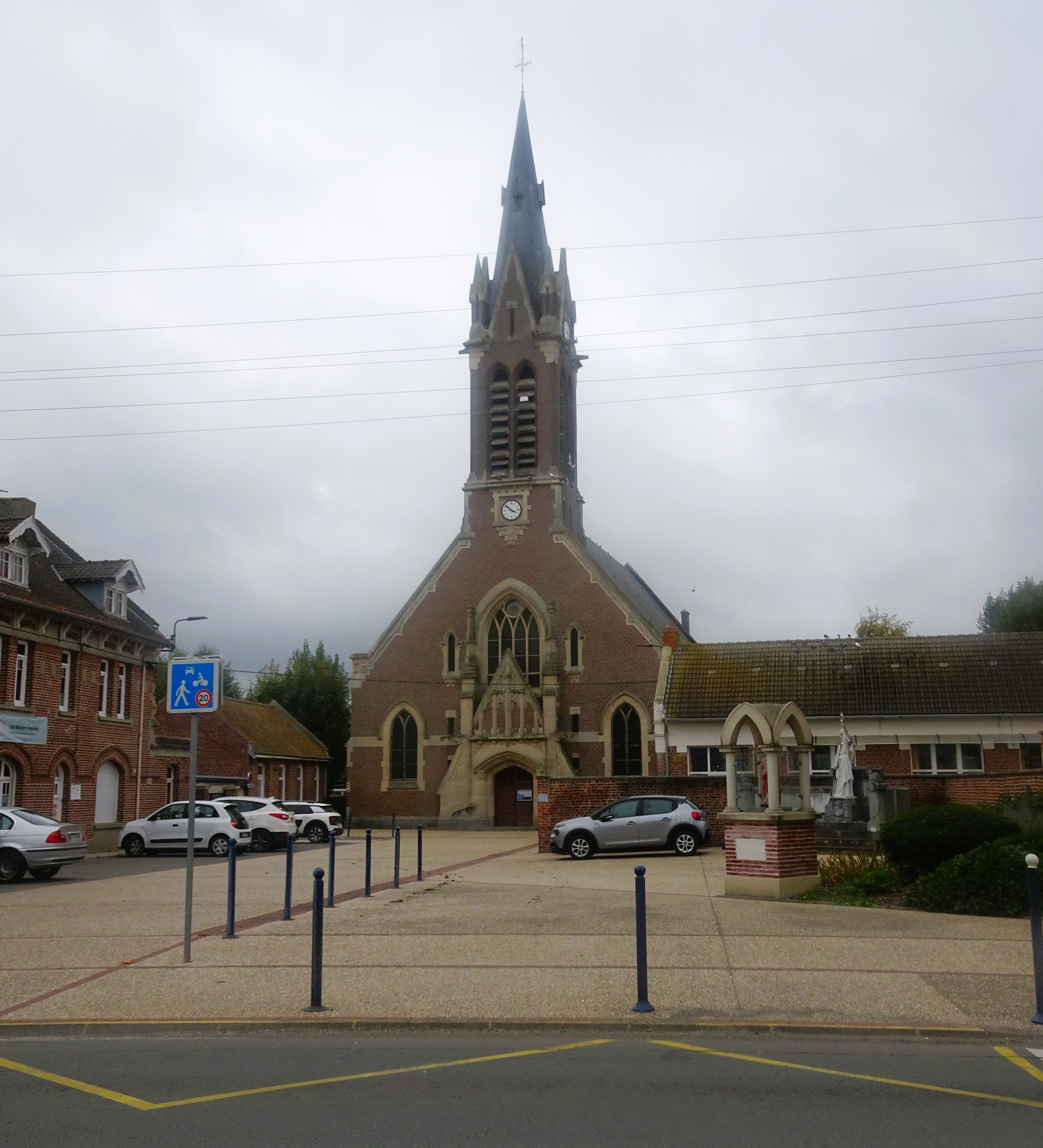
Kirche Imaculée-Conception
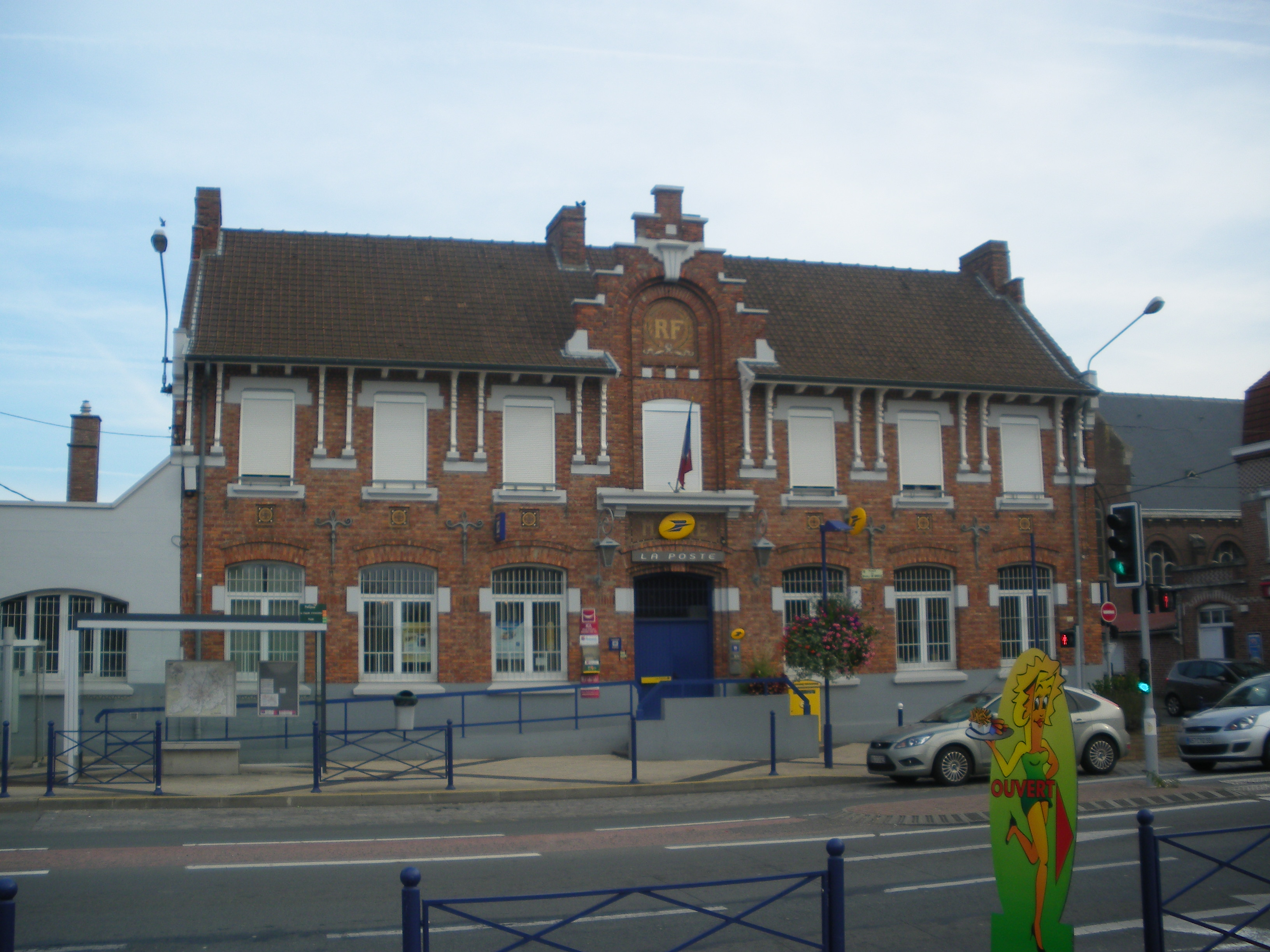
Postamt (ehemaliges Rathaus)
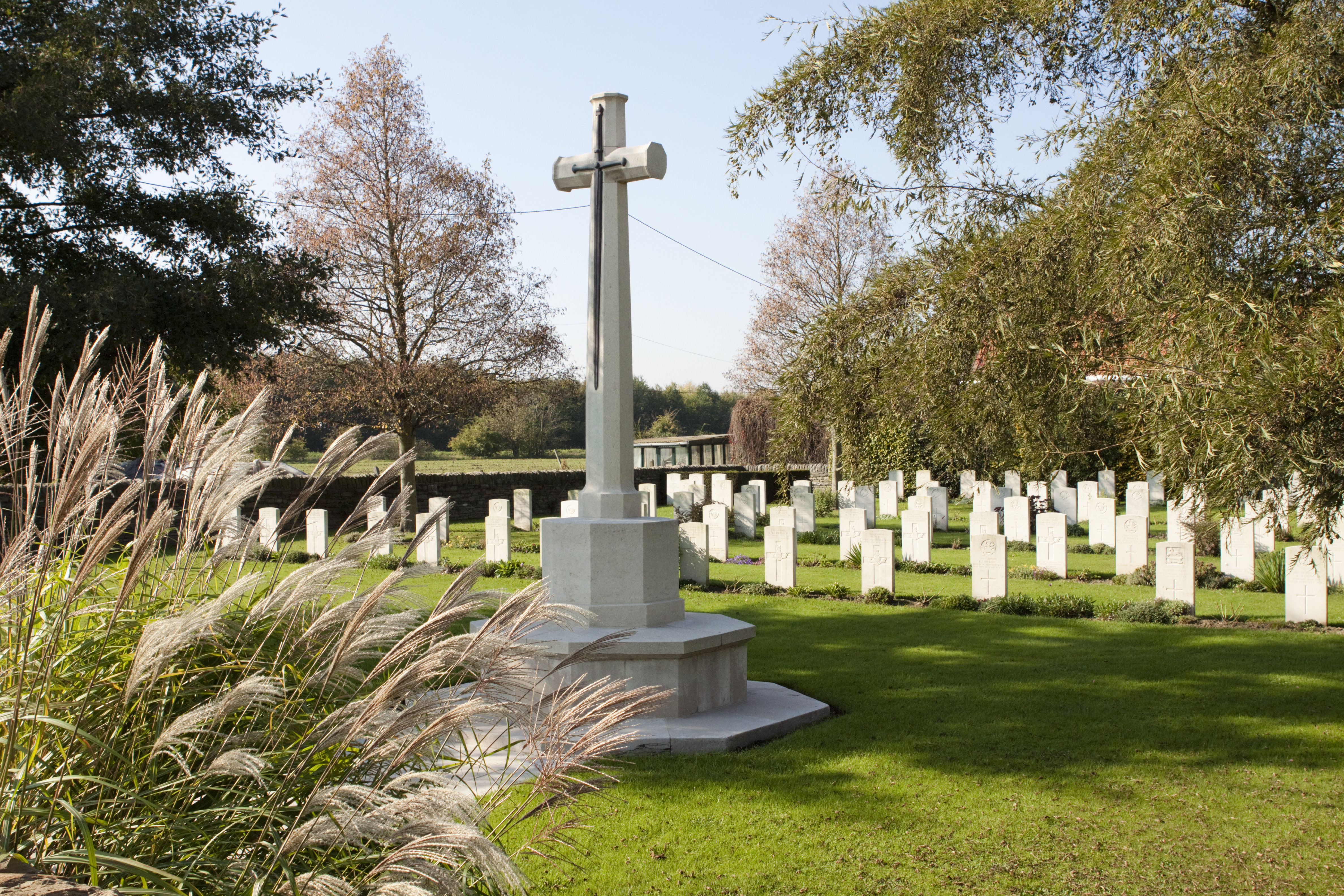
X-Farm-Soldatenfriedhof
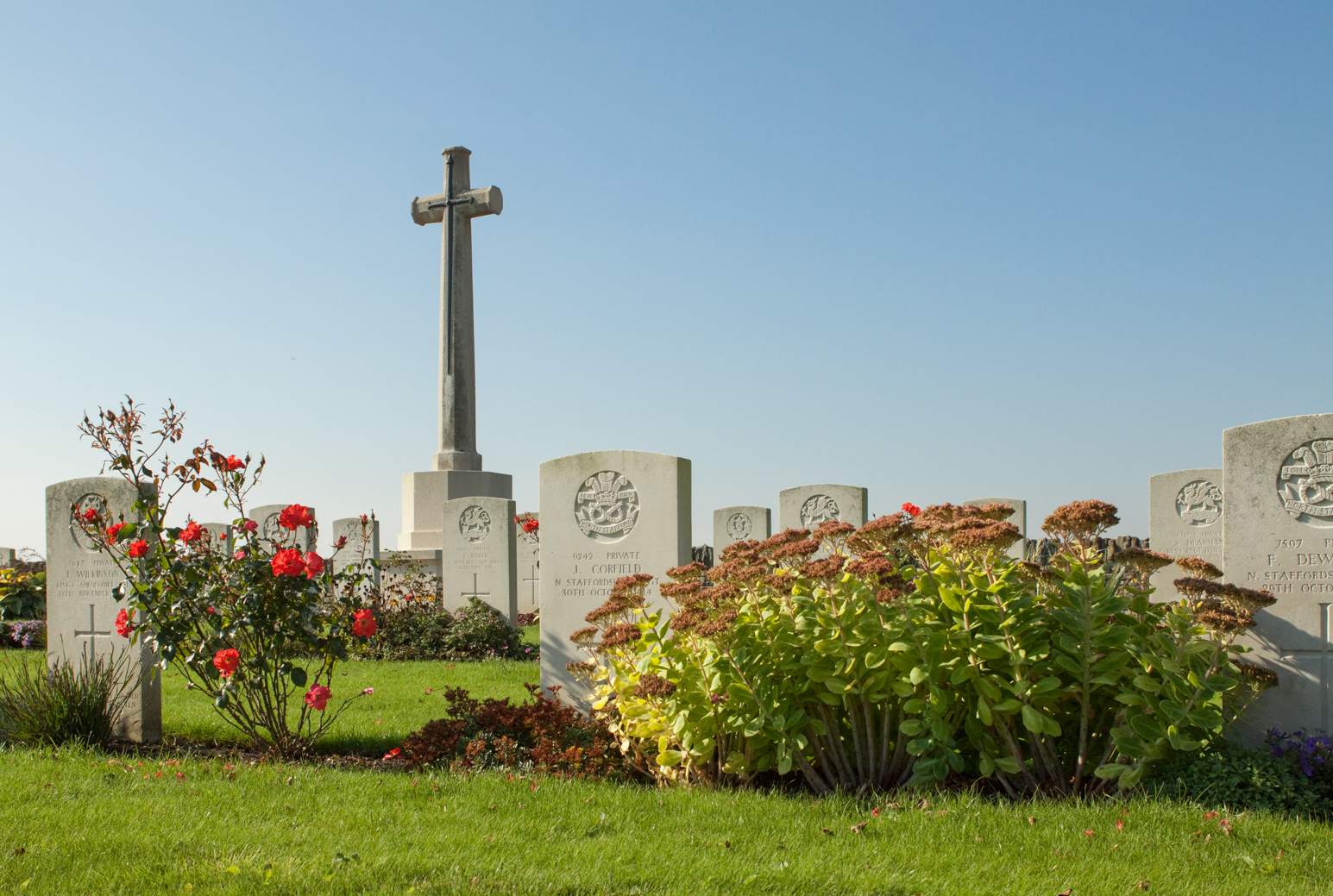
Desplanque<Faem-Soldatenfriedhof